# Arbanieh - Dlaybeh
Arbanieh - Dlaybeh è un  comune (municipalité) del Libano situato nel distretto di Baabda, governatorato del Monte Libano.